# Сухайль ибн Амр
Абу Язид Сухайль ибн Амр аль-Кураши (араб. سهيل بن عمرو‎; 556, Мекка, совр. Саудовская Аравия — 639, совр. Сирия) — один из известных курайшитов, считается одним из сподвижников пророка Мухаммеда. Носил прозвище Хатиб («оратор»). Попал в плен к мусульманам в битве при Бадре, принял ислам только в день взятия Мекки.

## Биография
Его полное имя: Абу Язид Сухайль ибн Амр ибн Абд Шамс ибн Абд Вад ибн Наср ибн Малик аль-Кураши. Во время начала пророческой миссии Мухаммеда, Сухайль был одним из лидеров Мекки. На протяжении многих лет Сухайль был противником мусульман. Он был одним из тех, кто отказался защищать пророка Мухаммеда после неудачной попытки переселиться в ат-Таиф. У него было два сына: Абдулла и Абу Джандаль. Оба сына приняли ислам раньше отца.
В битве при Бадре попал в плен к мусульманам, но был освобождён за выкуп. При заключении Худайбийского мирного договора, Сухайль был официальным представителем мекканцев и подписал договор с пророком Мухаммедом. После завоевания мусульманами Мекки Сухайль, наряду с другими курайшитами, был прощен Мухаммедом. После этого он принял ислам и стал набожным мусульманином. До конца своей жизни сожалел о вражде с мусульманами.
В период правления Праведных халифов, он поехал на войну и участвовал в завоевании Сирии. Умер недалеко от Иерусалима во время эпидемии чумы.